# Notocetichthys trunovi
Notocetichthys trunovi är en fiskart som beskrevs av Balushkin, Fedorov och Paxton, 1989. Notocetichthys trunovi ingår i släktet Notocetichthys och familjen Cetomimidae. Inga underarter finns listade i Catalogue of Life.